# ایرا گرشوین
ایرا گِرشْوین (به انگلیسی: Ira Gershwin) (زادهٔ ۶ دسامبر ۱۸۹۶ درگذشتهٔ ۱۷ اوت ۱۹۸۳) ترانه‌سرا و موسیقی‌دان اهل ایالات متحده آمریکا بود.
او به همراه برادر کوچک‌ترش، آهنگساز نامدار، جرج گرشوین، خاطره‌انگیزترین ترانه‌های سدهٔ بیستم را ساختند.